# تونس في كأس الأمم الإفريقية 2008
يعرض هذا المقال مشاركة تونس في كأس الأمم الأفريفية لكرة القدم 2008 و التي تقام في غانا من 20 يناير إلى 10 فبراير 2008

## التشكيلة
- المدرب : روجيه لومير

1. حمدي القصراوي
2. سيف غزال
3. كريم حقي
4. وسام العابدي
5. وسيم البكري
6. رضوان فالحي
7. شوقي بن سعادة
8. مهدي النفطي
9. ياسين الشيخاوي
10. كامل زعيم
11. فرانسويلدو دوس سانتوس
12. جوهر المناري
13. صابر بن فرج
14. شاكر زواغي
15. راضي الجعايدي
16. أيمن مثلوثي
17. عصام جمعة
18. ياسين مكاري
19. مهدي مرياه
20. مهدي بن ضيف الله
21. مجدي تراوي
22. عادل نفزي
23. محمد أمين الشرميطي

## المباريات

### دور المجموعات
| فريق         | لعب | ف | ت | خ | له | عليه | ف.أ | نقاط |
| ------------ | --- | - | - | - | -- | ---- | --- | ---- |
| تونس         | 3   | 1 | 2 | 0 | 5  | 3    | +2  | 5    |
| أنغولا       | 3   | 1 | 2 | 0 | 4  | 2    | +2  | 5    |
| السنغال      | 3   | 0 | 2 | 1 | 4  | 6    | −2  | 2    |
| جنوب إفريقيا | 3   | 0 | 2 | 1 | 3  | 5    | −2  | 2    |

| تونس                | 2–2   | السنغال                    |
| ------------------- | ----- | -------------------------- |
| جمعة 9' · تراوي 82' | تقرير | بايال سال 45' · كامارا 66' |

| تونس                          | 3–1   | جنوب إفريقيا |
| ----------------------------- | ----- | ------------ |
| سانتوس 8'، 34' · بن سعادة 32' | تقرير | مفيلا 87'    |

| تونس | 0–0   | أنغولا |
| ---- | ----- | ------ |
|      | تقرير |        |

### الربع النهائي
| تونس                        | 2–3 (ب.و.إ.) | الكاميرون                  |
| --------------------------- | ------------ | -------------------------- |
| بن سعادة 34' · الشيخواي 81' | تقرير        | مبيا 18'، 93' · جيريمي 27' |